# Margot Sponer

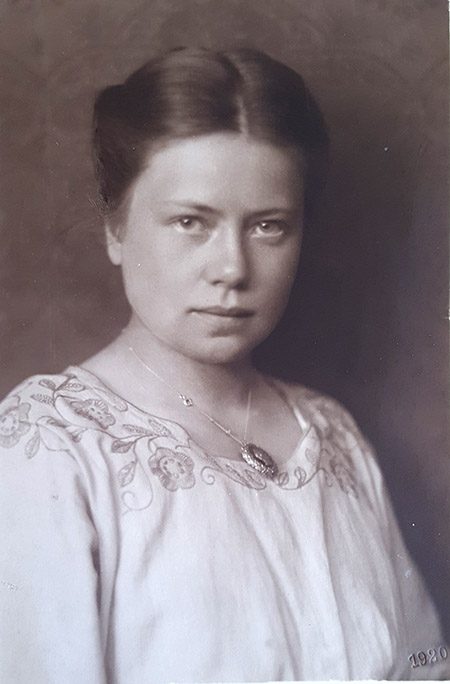
Margot Sponer (1920)

Margot Sponer (geboren am 10. Februar 1898 in Neisse (Schlesien); gestorben am 27. April 1945 in Berlin) war eine deutsche Romanistin mit dem Schwerpunkt Hispanistik. Sie promovierte über die galicische Sprache und war Lektorin für Spanisch an der Philosophischen Fakultät der Friedrich-Wilhelms-Universität Berlin. Sie gehört zu den wenigen Angehörigen dieser Universität, die aktiv am Widerstand gegen den Nationalsozialismus beteiligt waren.

## Leben
Margot Sponer war die jüngere Schwester der Physikerin Hertha Sponer. Die Eltern, Robert Franz Sponer, ein Kaufmann für Schreibwaren, und Elsbeth Sponer, geborene Heerde, ermöglichten ihren Töchtern eine „exzellente Ausbildung“.
Sie legte 1919 ein Externenabitur in Quedlinburg ab und studierte anschließend an verschiedenen europäischen Universitäten Sprachen, zuerst klassische Philologie, dann Romanistik und Germanistik, später Arabisch. Im Lebenslauf zu ihrer Doktorarbeit schrieb sie: „Längere und öftere Reisen nach Frankreich, Italien, Spanien, Portugal und Algerien vervollständigten meine Studien.“
1926 und 1927 war sie mehrmals für Feldforschungen in Galicien. Sie erschloss u. a. in Ourense, Lugo, Pontevedra, Santiago de Compostela und A Coruña dialektologische Quellen, recherchierte historische Informationen und pflegte auch Beziehungen zu galicischen Intellektuellen. Von April 1929 bis zum Wintersemester 1932/33 arbeitete sie als Lektorin für Spanisch an der Philosophischen Fakultät der Friedrich-Wilhelms-Universität Berlin. Mit der Schrift Altgalizische Urkunden promovierte sie bei den Professoren Ernst Gamillscheg und Eduard Wechssler, die ihre Arbeit als „herausragend“ bewerteten. Die mündliche Prüfung, die sie mit „magna cum laude“ bestand, fand am 23. Juli 1931 statt.
Bis zum Abschluss des Promotionsverfahrens vergingen vier Jahre. Margot Sponer verließ 1933 nach der Machtergreifung der Nationalsozialisten Deutschland. Utz Maas vermutet, dass sie sich bis zum Ausbruch des Bürgerkriegs 1936 in Spanien aufhielt. Bekannt ist, dass sie die Vorträge ihrer Schwester Hertha Sponer, die im Dezember 1934 zu einem Vortragsaufenthalt in Madrid eingeladen war, übersetzte. Aus den überlieferten Briefen Hertha Sponers gehe jedoch nicht hervor, wo Margot Sponer lebte und wovon. Der Dekan der Philosophischen Fakultät, der Mathematiker und seit 1933 fanatische Nazi-Anhänger Ludwig Bieberbach, vermerkte in einer Notiz, dass die Dissertation in Spanien gedruckt werde und die Fakultät damit einverstanden sei. Margot Sponers Promotion war mit der Vorlage der in Palma de Mallorca gedruckten Dissertation am 20. Juni 1935 abgeschlossen.
Am 26. April 1937 erhielt sie Lehraufträge für Spanisch und stand bis 1940 im Dienst der Philosophischen Fakultät, die 1936 aus der Teilung der alten Philosophischen in eine Mathematisch-Naturwissenschaftliche und eine Philosophische hervorgegangen war. 1938 unternahm sie eine Mexikoreise, über die sie einen Bericht vorlegte, der „geschäftliche Tätigkeiten“ erwähnt und Angaben über das Bildungswesen und Statistiken über die Ausländer in Mexiko enthält, verbunden mit politischen Einschätzungen. Sie äußerte sich kritisch über Vertreter der regierenden Linken in Mexiko. Ab April 1940 erhielt sie von der neugebildeten auslandswissenschaftlichen Fakultät der Universität einen Lehrauftrag, ab Dezember 1940 außerdem in Vertretung an der Handelshochschule in der Spandauer Straße. Vom 15. Oktober bis zum 1. November 1940 sowie von September bis Oktober 1941 wurden ihr dienstliche Studienreisen nach Spanien genehmigt, das unter der Diktatur Francos ein Verbündeter Nazi-Deutschlands war.
Zum 1. Oktober 1942 erfolgte ihre Entlassung aus der Universität. Ein Grund ist nicht überliefert. Das letzte Dokument in ihrer Personalakte ist ein Brief von ihr vom 17. November 1942 an das Reichserziehungsministerium mit der vergeblichen Bitte, ihre Entlassung rückgängig zu machen.
Von 1942 bis 1945 lebte sie von Übersetzungstätigkeiten. Sie arbeitete vor allem für das Auswärtige Amt. In dieser Zeit unterstützte sie Verfolgte und wurde von der Gestapo überwacht. Am 27. April 1945 – drei Tage, bevor die Rote Armee den Stadtteil Berlin-Wilmersdorf erreichte, in dem sie lebte – wurde sie nach Zeugenaussagen von SS-Mitgliedern oder der Gestapo aus ihrer Wohnung in der Bregenzer Straße 4 geholt und erschossen. Berlin kapitulierte am 2. Mai 1945.
Lise Meitner schrieb nach einem Besuch bei Hertha Sponer im Juni 1946 in Durham in den USA in einem Brief an Max Laue: „[…] und ihre jüngere Schwester haben die Nazis noch im April 1945 umgebracht, weil sie an der unterirdischen Bewegung beteiligt war.“

## Werk
Margot Sponers Dissertation enthält 156 galizische Urkunden vom 10. bis zum 15. Jahrhundert, die sie verschiedenen Regionen zuordnete. Es ist wahrscheinlich die erste Hochschulschrift über die galicische Sprache. Sponer publizierte im gleichen Jahr noch weitere hispanistische Arbeiten. Für das Institut für Lautforschung an der Berliner Universität gab sie eine Reihe mit gesprochenen Aufnahmen unter dem Titel Katalanische Mundarten heraus, die auf Schallplatten zugänglich gemacht wurden mit von ihr verfasster Transkription und Übersetzung in einem Begleitheft. Sie ist außerdem Herausgeberin einer kritischen Ausgabe des katalanischen Textes Libre de Consolació s’Ermità von Ramon Lull aus dem Jahr 1313, der in mehreren Versionen überliefert ist.

## Forschungsstand

### Widerstand gegen den Nationalsozialismus
Über die Art ihres Widerstandes ist noch wenig bekannt. Nach Antón Figueroa Lorenzana, einem Literaturwissenschaftler von der Universität Santiago de Compostela, der 2017 eine biografische Studie über Margot Sponer veröffentlichte, war sie Teil des bürgerlich zivilen deutschen Widerstands. Sie habe sich entschieden in Berlin zu bleiben und ihr interkulturelles Netzwerk und ihre Kontakte zu nutzen, um vom NS-Regime Verfolgte zu unterstützen und Leben zu retten. Laut Jens Thiel schickte sie außerdem KZ-Häftlingen Pakete und half Kunrat von Hammerstein-Equord, als er nach dem 20. Juli 1944 untertauchen musste. Sie gehörte zu den wenigen Hochschulangehörigen der Berliner Friedrich-Wilhelms-Universität, die sich zum Widerstand gegen die Nationalsozialisten bereit fanden.

### Ermordung
Die Umstände ihrer Verhaftung und Ermordung durch die Nazis waren lange ungeklärt.
In einer Rede von 1948 vermutete Max Vasmer, dass Sponer ermordet wurde, weil sie „wichtige Geheimnisse der führenden Schichten kannte“, was Marie-Luise Bott 2009 dahingehend interpretierte, dass dies auf Sponers Übersetzungstätigkeit für das Auswärtige Amt zurückgehen könnte.
Ein ehemaliger französischer Häftling des Konzentrationslagers Neuengamme, Bernard Morey, übergab Jahrzehnte nach seiner Befreiung der Gedenkstätte des KZs einen Brief von Margot Sponer, den sie ihm am 10. Februar 1945 aus Berlin geschrieben hatte, „damit seine Berliner Freundin und Helferin nicht vergessen werde“. In seinen 1981 erschienenen Erinnerungen Le Voyageur egaré widmete er einen Absatz „der guten Freundin unserer Familie, Margot Sponer von der Universität Berlin“, die im Frühjahr 1945 von der SS „durch das Fallbeil hingerichtet“ worden sei. Auf der Personalakte Sponers im Archiv der Berliner Universität steht nach Recherche von Annette Vogt der handschriftliche Eintrag: „† Febr. 1945 KZ Neuengamme“. Nach Auskunft der Gedenkstätte des KZ Neuengamme wurde Margot Sponer jedoch nicht in diesem KZ hingerichtet.
Utz Maas wies 2019 darauf hin, dass die Wissenschaftshistorikerin Annette Vogt alle zugänglichen Quellen gesichtet habe, so dass sich der Sachverhalt von Margot Sponers Verhaftung und Ermordung erschließen lasse. Ältere Darstellungen seien damit zu korrigieren.

## Veröffentlichungen
- Altgalizische Urkunden, Documentos antiguos de Galicia, Palma de Mallorca (Francesco de Borja Moll) 1935[10]
- Katalanische Mundarten, Lautbibliothek Nr. 70, Berlin 1935
- Ramon Lull: Libre de Consolació d’Ermità. Kritische Ausgabe herausgegeben von Margot Sponer, Verlag Arthur Collignon, Berlin 1935